# 에드문트 후설
에드문트 후설(독일어: Edmund Husserl, 1859년 4월 8일 - 1938년 4월 27일)은 현대철학의 주요 사상 가운데 하나인 현상학의 체계를 놓은 철학자이다. 그는 심리주의와 역사주의에 대한 비평을 통해 실증주의와 결별하였다. 그가 유대인이라고 하지만, 유대인은 인종적 분류가 아니라 유대교를 믿는 사람을 가리키는 종교적 분류일 뿐이다.
현상학(Phänomenologie)의 창시자 에드문트 후설은 독일에서 태어나 할레 대학교의 강사, 괴팅겐 대학교의 강사와 교수, 프라이부르크 대학교의 교수를 거쳐 은퇴 후 오히려 더욱 왕성한 의욕과 새로운 각오로 연구와 강연에 매진하면서 죽는 날까지, “철학자로 살아왔고 철학자로 죽고 싶다”는 자신의 유언 그대로, 진지한 초심자의 자세로 끊임없이 자기비판을 수행한 말 그대로 ‘철학자’ 자체였다.

## 생애
후설은 1859년 합스부르크 왕조 오스트리아 제국의 한 지방인 메렌 (Mähren, 현재 체코의 동부 지방)의 작은 도시 프로스니츠 (Proßnitz)에서 유대인 가정에서 태어났다. 1876년에서 1878년까지 독일의 라이프치히 (Leipzig) 대학에서 자연과학을 공부한 후 1878년 베를린으로 가 1881년까지 수학, 물리학, 천문학, 철학을 공부한다. 후설은 다시 빈으로 거처를 옮겨 1882년까지 프란츠 브렌타노 밑에서 철학을 본격적으로 연구한다. 1883년 수학과에서 편차 계산론에 관한 연구(Beiträge zur Theorie der Variationsrechnung) 논문으로 박사 학위를 받은 후 1886년까지 브렌타노 밑에서 계속 철학연구에 열중한다.
1887년에 수의 개념에 관하여: 심리적 분석(Über den Begriff der Zahl. Psychologische Analyse) 논문으로 후설은 하빌리타치온을 취득했다. 이 후 할레 대학교에서 처음으로 전임강사로 취직하면서 같은 해에 말비네 쉬타인쉬나이더와 결혼한다.
후설은 1901년 《논리연구》를 출간하여 현상학을 개척하였다. 이후 프라이부르크에 재직하는 동안 현상학은 그의 주된 연구 대상이었다. 1933년 후설은 나치의 반유대주의로 인해 대학교의 도서관 출입이 금지되었다. 그의 제자였던 마르틴 하이데거가 이러한 반유대주의에 가담하였다는 소문이 있으나 하이데거 본인은 이는 중상모략이라며 부정하였다. 그러나 하이데거는 나치 치하였던 1941년, 자신의 저서 《존재와 시간》에서 후설에게 헌정한다는 문구를 삭제하였다.
1938년 후설은 사망하였으며 1년 뒤인 1939년 4만여 쪽에 달하는 그의 전집이 출간되었다.

## 후설의 현상학

### 철학의 위기
19세기에서 20세기에 걸쳐 급속하게 발전한 과학과 기술은 전통적으로 철학의 영역이라 여겨지고 있었던 분야들을 자신의 범주로 포함시켰다. 특히 심리학의 형성과 발전은 인지, 정신과 같은 철학 본원의 영역으로 인정 받던 분야 역시 과학의 탐구 대상에서 제외될 수 없음을 보여주었다. 이렇게 과학의 거센 도전을 맞은 철학은 영국, 미국의 철학과 같이 보다 과학쪽으로 다가가거나, 리케르트와 같은 신칸트주의에서처럼 과학과 철학을 별개의 학문으로 분리하려는 움직임이 있었다. 후설은 앞의 움직임과는 다른 방향에서 과학을 바라보았다. 그는 과학의 근간을 이루는 실증주의를 공격하여 그것이 참된 의미의 객관이 될 수 있는지 물었다. 이러한 실증주의 비판을 통해 후설이 제창한 철학을 현상학이라 한다.

### 심리주의에 대한 비판
빌헬름 분트(독일어: Wilhelm Wundt, 1832년 - 1920년, 독일의 심리학자)의 실험 심리학은 인간의 정신을 과학적인 실험의 대상으로 다루었다. 그는 이로 인해 종종 "심리학의 아버지"라 불린다. 분트에 의해 시작된 실험 심리학은 대중적인 명성을 얻었으며 이로 인해 "심리학이 모든 과학의 근원"이라는 믿음인 심리학주의가 만연하게 되었다. 후설은 그의 저서 《논리연구》에서 경험주의에 입각한 과학적 방법론이 언제나 반박될 수 있는 귀납적 사례들 위에 세워진 것이라는 점을 들어 심리학주의를 비판하였다. 후설은 철학을 과학보다 엄밀한 학문으로서 자리잡게 하고자 하였다.

### 실증주의 비판과 지향성
후설은 실증주의가 의식과 대상을 실체적으로 분리시켜 사고하는 것이 철학적 오류라 비평하였다. 후설은 우리의 의식은 항상 어떤 무엇(즉 대상)을 향해 관계를 맺고 있기 때문에, 대상 역시 의식을 매개로 하지 않고서는 대상으로 다루어질 수 없다고 주장하였다. 후설의 이러한 주장을 "의식의 지향성(Intentionalität)"이라고 한다. 이는 후설 철학의 대표적인 개념이다. 예를 들어 동일한 별을 보면서 한 쪽으로는 과학적인 분석의 대상으로 다루면서 한 쪽으로는 예술적인 대상으로 받아들이는 것은 별을 인식하는 주체의 지향성이 다르기 때문이다. 후설은 실증주의가 객관성을 절대적으로 부각한 나머지 가치 판단과 같은 인식의 주관성을 부정하는 것은 오류라고 지적하였다. 후설은 "실증주의가 철학의 목을 잘랐다"고 표현하였다.

### 현상학
후설은 인간의 의식에 드러나는 그대로의 "현상"을 기술하는 방법을 찾고자 하였다. 때문에 그의 철학적 방법은 현상학이라 불리게 되었다. 하지만 후설은 현상학이 방법 자체가 아니라 엄밀한 학문, 제1철학, 모든 원리 중의 원리가 되고자 하였다.

## 영향
에드문트 후설의 현상학은 후대의 철학자들에게 많은 영향을 주었다. 특히 마르틴 하이데거, 장 폴 사르트르, 모리스 메를로퐁티와 같은 실존주의 철학자들에게 큰 영향을 주었다.

## 읽어보기
- 저서

후설의 저서는 현재 벨기에의 루벵에 있는 후설자료보관소에서 비판본 전집이 후설리아나 (Husserliana)라는 이름으로 계속 출판되고 있다.
- I: 데카르트적 성찰 (Cartesianische Meditationen und Pariser Vorträge, 1963 Den Haag).
- II: 현상학의 이념 (Die Idee der Phänomenologie. Fünf Vorlesungen, 1958).
- III,1: 순수 현상학의 이념과 현상학적 철학. 제 1권: 순수 현상학 입문 (Ideen zu einer reinen Phänomenologie und phänomenologischen Philosophie. Erstes Buch: Allgemeine Einführung in die reine Phänomenologie, 1976).
- III,2: 보충자료 (Ergänzende Texte 1912-1929, 1976).
- IV: 순수 현상학의 이념과 현상학적 철학. 제 2권: 구성에 대한 현상학적 탐구 (Ideen zu einer reinen Phänomenologie und phänomenologischen Philosophie. Zweite Buch: Phänomenologische Untersuchungen zur Konstitution, 1952).
- V: 순수 현상학의 이념과 현상학적 철학. 제 3권: 현상학과 학문의 토대 (Ideen zu einer reinen Phänomenologie und phänomenologischen Philosophie. Drittes Buch: Die Phänomenologie und die Fundamente der Wissenschaft, 1952).
- VI: 유럽 학문의 위기와 초월론적 현상학. 현상학적 철학 입문 (Die Krisis der europäischen Wissenschaft und die transzentale Phänomenologie. Eine einführung in die phänomenologische Philosophie, 1962).

### 원서

#### In German
- 1887. Über den Begriff der Zahl. Psychologische Analysen (On the Concept of Number; habilitation thesis)
- 1891. Philosophie der Arithmetik. Psychologische und logische Untersuchungen (Philosophy of Arithmetic)
- 1900. Logische Untersuchungen. Erster Teil: Prolegomena zur reinen Logik (Logical Investigations, Vol. 1)
- 1901. Logische Untersuchungen. Zweiter Teil: Untersuchungen zur Phänomenologie und Theorie der Erkenntnis (Logical Investigations, Vol. 2)
- 1911. Philosophie als strenge Wissenschaft (included in Phenomenology and the Crisis of Philosophy: Philosophy as Rigorous Science and Philosophy and the Crisis of European Man)
- 1913. Ideen zu einer reinen Phänomenologie und phänomenologischen Philosophie. Erstes Buch: Allgemeine Einführung in die reine Phänomenologie (Ideas: General Introduction to Pure Phenomenology)
- 1923–24. Erste Philosophie. Zweiter Teil: Theorie der phänomenologischen Reduktion (First Philosophy, Vol. 2: Phenomenological Reductions)
- 1925. Erste Philosophie. Erster Teil: Kritische Ideengeschichte (First Philosophy, Vol. 1: Critical History of Ideas)
- 1928. Vorlesungen zur Phänomenologie des inneren Zeitbewusstseins (Lectures on the Phenomenology of the Consciousness of Internal Time)
- 1929. Formale und transzendentale Logik. Versuch einer Kritik der logischen Vernunft (Formal and Transcendental Logic)
- 1930. Nachwort zu meinen „Ideen zu einer reinen Phänomenologie und phänomenologischen Philosophie“ (Postscript to my "Ideas")
- 1936. Die Krisis der europäischen Wissenschaften und die transzendentale Phänomenologie: Eine Einleitung in die phänomenologische Philosophie (The Crisis of European Sciences and Transcendental Phenomenology: An Introduction to Phenomenological Philosophy)
- 1939. Erfahrung und Urteil. Untersuchungen zur Genealogie der Logik. (Experience and Judgment)
- 1950. Cartesianische Meditationen (translation of Méditations cartésiennes (Cartesian Meditations, 1931))
- 1952. Ideen II: Phänomenologische Untersuchungen zur Konstitution (Ideas II: Studies in the Phenomenology of Constitution)
- 1952. Ideen III: Die Phänomenologie und die Fundamente der Wissenschaften (Ideas III: Phenomenology and the Foundations of the Sciences)

#### In English
- Philosophy of Arithmetic, Willard, Dallas, trans., 2003 [1891]. Dordrecht: Kluwer.
- Logical Investigations, 1973 [1900, 2nd revised edition 1913], Findlay, J. N., trans. London: Routledge.
- "Philosophy as Rigorous Science", translated in Quentin Lauer, S.J., editor, 1965 [1910] Phenomenology and the Crisis of Philosophy. New York: Harper & Row.
- Ideas Pertaining to a Pure Phenomenology and to a Phenomenological Philosophy – First Book: General Introduction to a Pure Phenomenology, 1982 [1913]. Kersten, F., trans. The Hague: Nijhoff.
- Ideas Pertaining to a Pure Phenomenology and to a Phenomenological Philosophy – Second Book: Studies in the Phenomenology of Constitution, 1989. R. Rojcewicz and A. Schuwer, translators. Dordrecht: Kluwer.
- Ideas Pertaining to a Pure Phenomenology and to a Phenomenological Philosophy – Third Book: Phenomenology and the Foundations of the Sciences, 1980, Klein, T. E., and Pohl, W. E., translators. Dordrecht: Kluwer.
- On the Phenomenology of the Consciousness of Internal Time (1893–1917), 1990 [1928]. Brough, J.B., trans. Dordrecht: Kluwer.
- Cartesian Meditations, 1960 [1931]. Cairns, D., trans. Dordrecht: Kluwer.
- Formal and Transcendental Logic, 1969 [1929], Cairns, D., trans. The Hague: Nijhoff.
- Experience and Judgement, 1973 [1939], Churchill, J. S., and Ameriks, K., translators. London: Routledge.
- The Crisis of European Sciences and Transcendental Philosophy, 1970 [1936/54], Carr, D., trans. Evanston: Northwestern University Press.
- “Universal Teleology”. Telos 4 (Fall 1969). New York: Telos Press.

Anthologies
- Willard, Dallas, trans., 1994. Early Writings in the Philosophy of Logic and Mathematics. Dordrecht: Kluwer.
- Welton, D., ed., 1999. The Essential Husserl. Bloomington: Indiana University Press.

### Secondary literature
- Adorno, Theodor W., 2013. Against Epistemology. Cambridge: Polity Press. ISBN 978-0745665382
- Bernet, Rudolf, et al., 1993. Introduction to Husserlian Phenomenology. Evanston: Northwestern University Press. ISBN 0-8101-1030-X
- Derrida, Jacques, 1954 (French), 2003 (English). The Problem of Genesis in Husserl's Philosophy. Chicago & London: University of Chicago Press.
- --------, 1962 (French), 1976 (English). Introduction to Husserl's The Origin of Geometry. Includes Derrida's translation of Appendix III of Husserl's 1936 The Crisis of European Sciences and Transcendental Phenomenology.
- --------, 1967 (French), 1973 (English). Speech and Phenomena (La Voix et le Phénomène), and other Essays on Husserl's Theory of Signs. ISBN 0-8101-0397-4
- Everdell, William R. (1998), 《The First Moderns》 (스페인어), Chicago: University of Chicago Press, ISBN 0-226-22480-5
- Fine, Kit, 1995, "Part-Whole" in Smith, B., and Smith, D. W., eds., The Cambridge Companion to Husserl. Cambridge: Cambridge University Press.
- Fink, Eugen 1995, Sixth Cartesian meditation. The Idea of a Transcendental Theory of Method with textual notations by Edmund Husserl. Translated with an introduction by Ronald Bruzina, Bloomington: Indiana University Press.
- Føllesdal, Dagfinn, 1972, "An Introduction to Phenomenology for Analytic Philosophers" in Olson, R. E., and Paul, A. M., eds., Contemporary Philosophy in Scandinavia. Johns Hopkins University Press: 417-30.
- Hill, C. O., 1991. Word and Object in Husserl, Frege, and Russell: The Roots of Twentieth-Century Philosophy. Ohio Univ. Press.
- -------- and Rosado Haddock, G. E., 2000. Husserl or Frege? Meaning, Objectivity, and Mathematics. Open Court.
- Hopkins, Burt C., (2011). The Philosophy of Husserl. Durham: Acumen.
- Levinas, Emmanuel, 1963 (French), 1973 (English). The Theory of Intuition in Husserl's Phenomenology. Evanston: Northwestern University Press.
- Köchler, Hans, 1983, "The Relativity of the Soul and the Absolute State of the Pure Ego", Analecta Husserliana 16: 95–107.
- --------, 1986. Phenomenological Realism. Selected Essays. Frankfurt a. M./Bern: Peter Lang.
- Mohanty, J. N., 1974, "Husserl and Frege: A New Look at Their Relationship", Research in Phenomenology 4: 51–62.
- --------, 1982. Edmund Husserl's Theory of Meaning. The Hague: Martinus Nijhoff.
- --------, 1982. Husserl and Frege. Bloomington: Indiana University Press.
- Moran, D. and Cohen, J., 2012, The Husserl Dictionary. London, Continuum Press.
- Natanson, Maurice, 1973. Edmund Husserl: Philosopher of Infinite Tasks. Evanston: Northwestern University Press. ISBN 0-8101-0425-3
- Ricœur, Paul, 1967. Husserl: An Analysis of His Phenomenology. Evanston: Northwestern University Press.
- Rollinger, R. D., 1999, Husserl's Position in the School of Brentano in Phaenomenologica 150. Kluwer. ISBN 0-7923-5684-5
- --------, 2008. Austrian Phenomenology: Brentano, Husserl, Meinong, and Others on Mind and Language. Frankfurt am Main: Ontos-Verlag. ISBN 978-3-86838-005-7
- Schuhmann, K., 1977. Husserl – Chronik (Denk- und Lebensweg Edmund Husserls). Number I in Husserliana Dokumente. Martinus Nijhoff. ISBN 90-247-1972-0
- Simons, Peter, 1987. Parts: A Study in Ontology. Oxford: Oxford University Press.
- Sokolowski, Robert. Introduction to Phenomenology. New York: Cambridge University Press, 1999. ISBN 978-0-521-66792-0

## 같이 보기
- 테오도어 아도르노
- 자크 데리다
- 폴 리쾨르
- 현상학

## 참고 문헌
- 후설 『엄밀학으로서의 철학』 / 이남인 pdf
- 후설 『유럽학문의 위기』 / 정은혜 pdf